# Aire d'attraction de Saint-Amour
L'aire d'attraction de Saint-Amour est un zonage d'étude défini par l'Insee pour caractériser l’influence de la commune de Saint-Amour sur les communes environnantes. Publiée en octobre 2020, elle se substitue à l'aire urbaine de Saint-Amour, qui comportait 3 communes dans le zonage de 2010.

## Définition
L'aire d'attraction d'une ville est composée d’un pôle, défini à partir de critères de population et d’emploi ainsi que d’une couronne constituée des communes dont au moins 15 % des actifs travaillent dans le pôle. Le pôle d’attraction constitue ainsi un point de convergence des déplacements domicile-travail,.

## Géographie
L’aire d'attraction de Saint-Amour est une aire inter-départementale qui comporte 7 communes : 5 situées dans le département du Jura et 2 en Saône-et-Loire (Champagnat et Joudes). 

### Carte

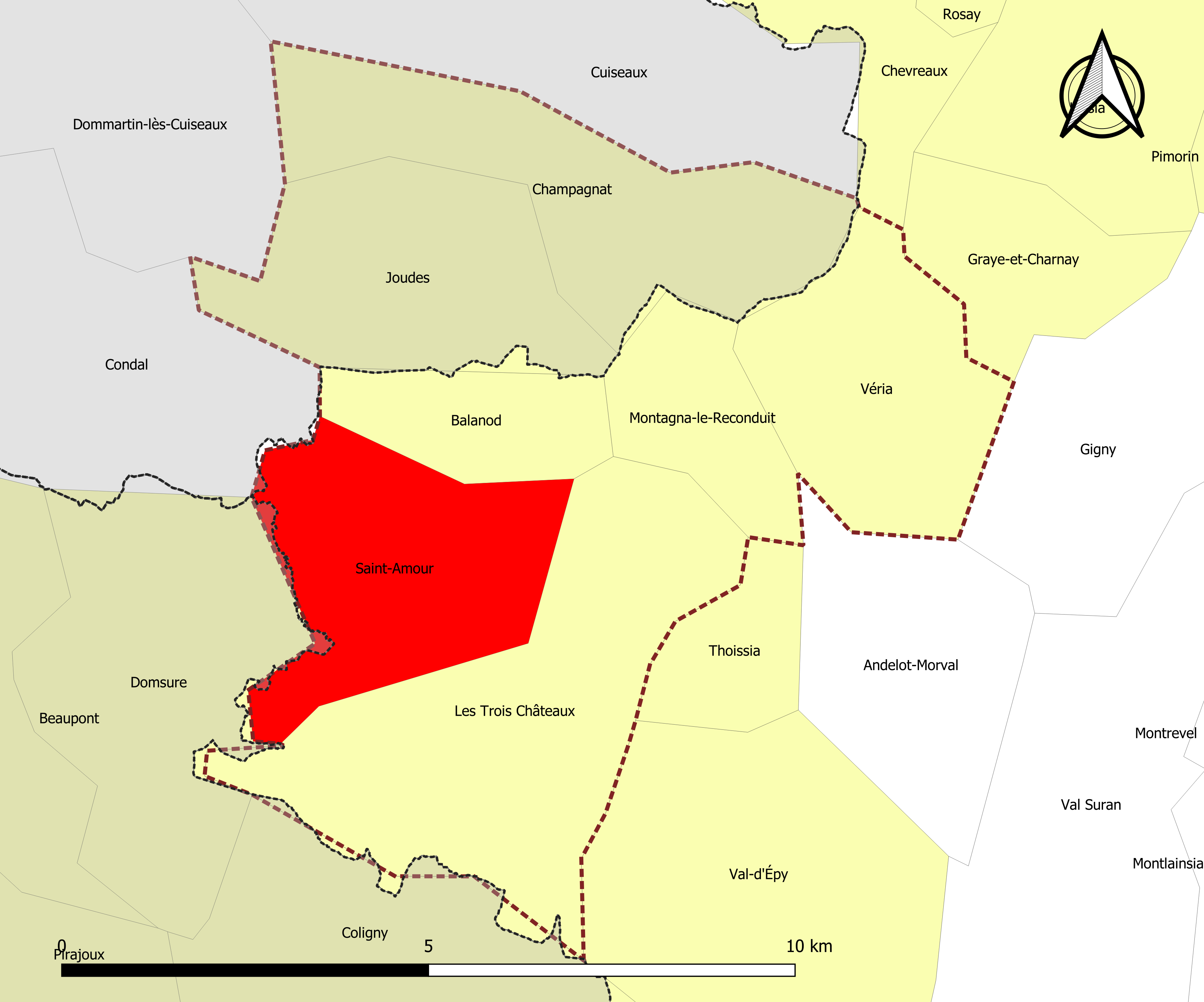
Carte de l'aire d'attraction de Saint-Amour.
Commune-centre
Commune de la couronne

### Composition communale
| Nom                          | Code Insee | Département    | Statut                 | Superficie (km2) | Population (dernière pop. légale) | Densité (hab./km2) | Modifier                                    |
| ---------------------------- | ---------- | -------------- | ---------------------- | ---------------- | --------------------------------- | ------------------ | ------------------------------------------- |
| Saint-Amour (commune-centre) | 39475      | Jura           | commune-centre         | 11,65            | 2 364 (2022)                      | 203                | modifier les données · modifier les données |
| Balanod                      | 39035      | Jura           | commune de la couronne | 4,93             | 333 (2022)                        | 68                 | modifier les données · modifier les données |
| Montagna-le-Reconduit        | 39346      | Jura           | commune de la couronne | 5,43             | 109 (2022)                        | 20                 | modifier les données · modifier les données |
| Les Trois-Châteaux           | 39378      | Jura           | commune de la couronne | 19,28            | 770 (2022)                        | 40                 | modifier les données · modifier les données |
| Véria                        | 39551      | Jura           | commune de la couronne | 10,09            | 112 (2022)                        | 11                 | modifier les données · modifier les données |
| Champagnat                   | 71079      | Saône-et-Loire | commune de la couronne | 13,18            | 464 (2022)                        | 35                 | modifier les données · modifier les données |
| Joudes                       | 71243      | Saône-et-Loire | commune de la couronne | 11,16            | 359 (2022)                        | 32                 | modifier les données · modifier les données |

## Démographie
Cette aire est catégorisée dans les aires de moins de 50 000 habitants, une catégorie qui regroupe 12,2 % de la population au niveau national.